# Meinl Percussion
La Meinl Percussion è un'industria produttrice di piatti musicali e strumenti a percussione la cui sede principale si trova in Germania, a Gutenstetten. Fu fondata da Roland Meinl nel 1951.

## Serie di piatti in produzione

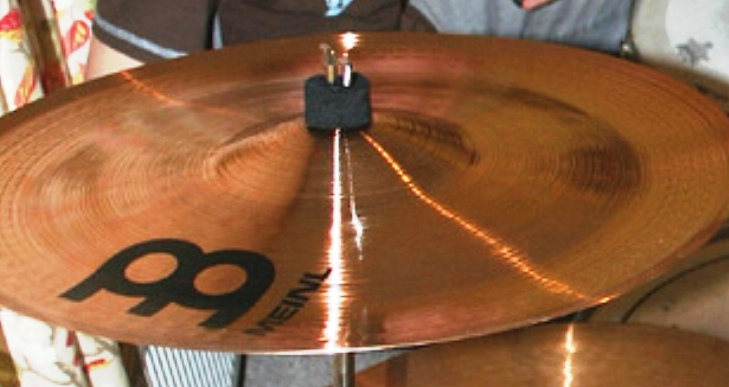

- Piatti Signature: Sono piatti professionali di varie serie firmati da artisti Meinl
- Mb20: Piatti professionali adatti per la musica più forte fabbricati dalla lega di bronzo B20 (80% rame, 20% stagno, con tracce di argento) e martellati a mano in Turchia.
- Byzance: Piatti professionali adatti per la musica tradizionale, disponibili nei modelli Jazz, Traditional, Dark, Brilliant, Extra Dry e Vintage. Sono formati dalla lega di bronzo B20 e sono martellati a mano in Turchia.
- Candela: Piatti professionali adatti per le percussioni, fabbricati dalla lega di bronzo B20 e sono martellati a mano in Turchia. Questi piatti possono essere colpiti sia con la mano che con la bacchetta.
- Serie M: Piatti professionali realizzati con la lega B20. Invece di essere fusi e martellati a mano in Turchia come i piatti Mb20 e Byzance, il martellamento computerizzato e la fusione vengono eseguiti nella fabbrica Meinl in Germania.
- Soundcaster (Custom e Fusion): Piatti professionali realizzati in una lega di bronzo B12 (88% rame, 12% stagno, con tracce di argento). I Custom sono piatti molto brillanti, con un suono cristallino e caldo e i Fusion sono simili ma con una doppia tornitura.
- Mb10: Piatti professionali fabbricati da una lega di bronzo B10 (90% rame, 10% stagno). Hanno un suono corto e caldo.
- Mb8: Piatti professionali in lega di bronzo B8 (92% di rame, 8% di stagno, con tracce di argento). La martellatura ad alta tecnologia computerizzata forma questi piatti dal suono brillante e corto.
- Generation X: Linea di piatti Moderni e innovativi sviluppati da artisti come Johnny Rabb, Benny Greb e Thomas Lang.
- Classics: Piatti di medio livello formati dalla lega di bronzo B8.
- MCS: Piatti intermedi / Pre-professionali in lega di bronzo B8.
- HCS: Piatti entry-level per principianti a base della lega d'ottone MS63.

### Piatti Signature
- Benny Greb: 12"/14" Generation-X Trash Hat, 20" and 22" Byzance Vintage Sand Ride, 14" Byzance Vintage Sand Hat
- Thomas Lang: 13", and 14" Byzance Brilliant Fast Hat e i suoi 16", 17" e 18" Crash della Generation X, con i China 8"-16"
- Wolfgang Haffner: 20" e 22" Byzance Jazz Club Ride
- Flo Dauner: 16" Mb10 Fat Hat
- Rodney Holmes: 14" Byzance Dark Spectrum Hi-Hat, e 22" Byzance Dark Spectrum Ride
- Chris Adler: 24" Mb20 Pure Metal Ride, 12" Soundcaster Custom Distortion Splash
- Derek Roddy: 21" Byzance Brilliant Serpents Ride, 13" Byzance Brilliant Serpents Hihat
- Johnny Rabb: 12" Safari Hat, 16" Safari Crash, 18" Safari Ride
- Trevor Lawrence Jr: 22" Byzance Dark Stadium Ride
- Brann Dailor: 21" Mb8 Ghost Ride

## Artisti che usano e hanno usato Piatti Meinl
- Nicholas Tagliavini - Fall in Yellow
- Alex Rudinger - Threat Signal, Ordinance
- Andrew Wetzel - Attack Attack!
- Benny Greb - 3erGezimmeR
- Chris Coleman
- Chris Vest - Framing Hanley
- Johnny Rabb - U.S.S.A.
- Chris Adler - Lamb Of God
- Tommy Clufetos - Ozzy Osbourne, Rob Zombie, Black Sabbath
- Mike Terrana - Tarja Turunen, Masterplan
- Patrick Carlsson - Evergrey, Behead
- Moe Carlson - Protest The Hero
- John Boecklin - DevilDriver
- Thomas Lang
- Matt Garstka - Animals as Leaders
- Georg Edlinger
- Nick D'Virgilio - Spock's Beard
- Daniel Svensson - In Flames
- Brann Dailor - Mastodon
- Thomas Noonan - 36 Crazyfists
- Trevor Lawrence Jr. - Stevie Wonder, Snoop Dogg
- Vik Jorma - The Bronx
- Chetan Ramlu
- Mike Justian - Unearth
- Kai Hahto - Wintersun
- Matt Halpern - Periphery
- Jake Davidson - Aiden
- Lee Davies - Independent
- Islam Taha - MetalloidZ
- Sean Mamo - EnTro-P
- Jean-Paul Gaster - Clutch
- Dave Douglas - Gypsy Parade, Relient K
- Richard Mazzotta - mewithoutYou
- Bennii Obana - Overdrive and Tempestuous Jones; Sessionist
- Jon Wilkes - The Red Jumpsuit Apparatus
- Jaska Raatikainen - Children Of Bodom
- Aaron Gillespie
- Dirk Verbeuren - Soilwork, Scarve
- Nate Young - Anberlin
- Eron Bucciarelli - Hawthorne Heights
- Paul Koehler - Silverstein
- Brian Rosenworcel - Güster
- Jon Rice - Job for a Cowboy
- Derek Roddy - Serpents Rise
- Dave Mackintosh - Dragonforce
- Ethan Luck - Relient k
- Morten Løwe Sørensen - The Arcane Order, Submission, Amaranthe
- Brian Rasmussen - Mnemic
- Daniel Williams - The Devil Wears Prada
- Mike Johnston - Educator
- Anika Nilles
- Scott Hunter - Breaking Chains
- Jeffory Gilbert - Kutless
- Joel Leibensperger - Solo artist
- Chris Kamrada - There For Tomorrow
- David Keller - Liberty Indoor Percussion
- Fredrik Andersson - Amon Amarth
- Raphael Saini - Iced Earth 2013
- Gaetano Fasano - Free lance - Educator - Solo Artist
- Damien Schmitt - Alain Caron, Jean-Luc Ponty, Bireli Lagrène, Hadrien Ferraud, Dam'nco
- Christian Bass (Heaven Shall Burn)